# مدفع ميدان

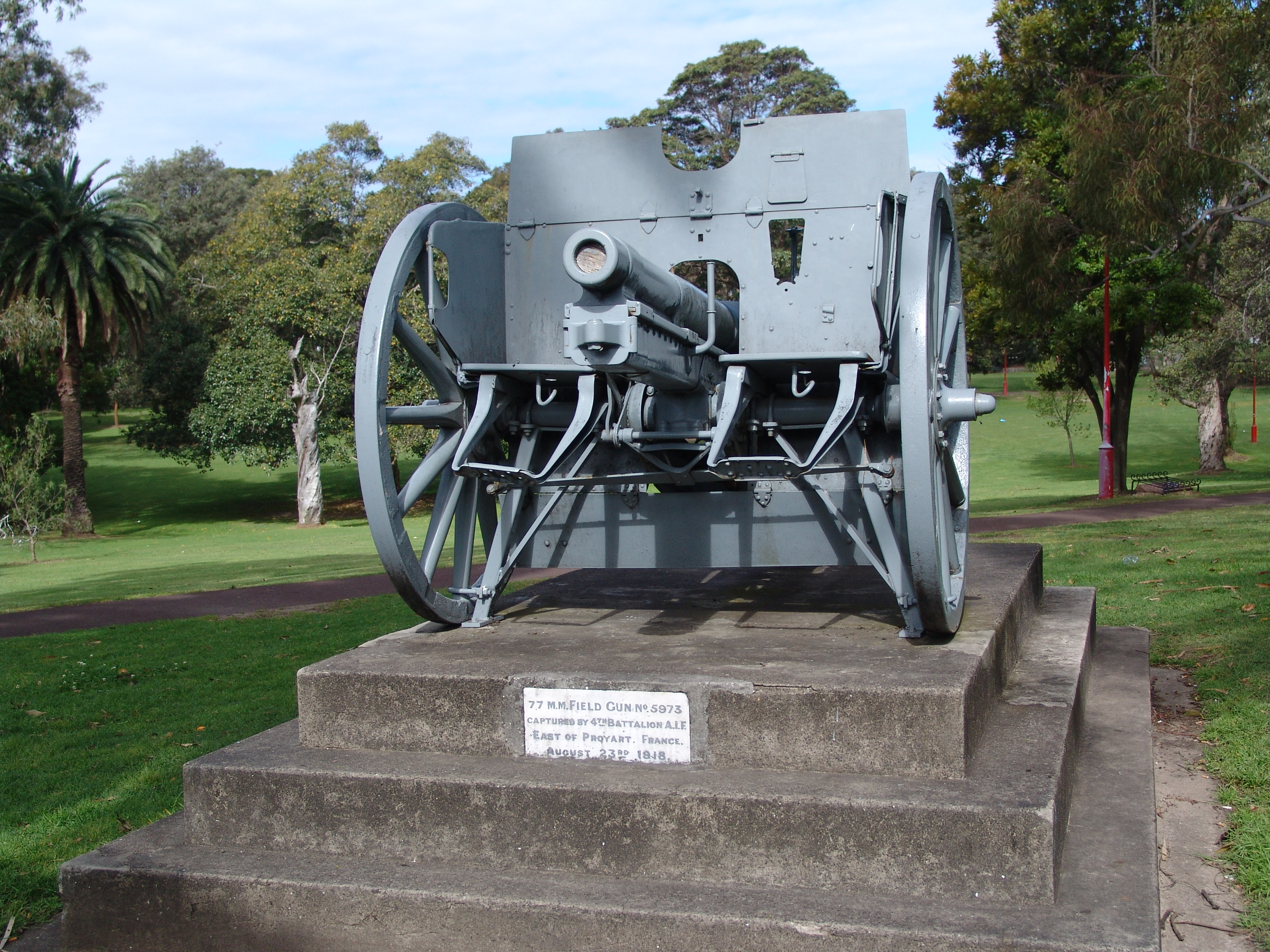
مدفع ميدان ألماني عيار 77 ملم من الحرب العالمية الأولى

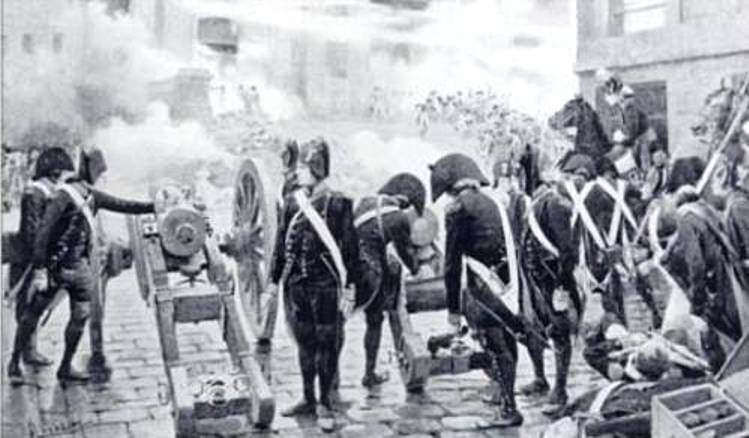
مدفع ميدان فرنسي خلال انتفاضة باريس 5 أكتوبر سنة 1795

مدفع الميدان هو أحد أنوع المدفعية ويرجع اسم المصطلح إلى المدافع الصغيرة التي كان الجيش الميداني يصطحبها معه خلال سيره وتقدمه والتي يمكن إبعادها عن ساحة المعركة كاستجابة للظروف المتغيرة في الميدان وعلى عكس مدافع الحصار أو مدافع الهاون التي كانت كبيرة جدا بحيث يصعب تحريكها بسرعة كافية والتي تستخدم فقط في الحصار الطويل.
ولعل أكثر من برع في أستخدام أساليب التقدم بمدفعية الميدان هو نابليون بونابارت حيث استخدمت العجلات الكبيرة جدا لتسريع حركة المدافع حتى خلال المعارك وعن طريق نقل المدافع من نقطة إلى نقطة أثناء المعركة، يمكن كسر تشكيلات جيوش العدو حتى يتم التعامل معها من قبل المشاة مما يزيد بشكل كبير من فعالية المشاة.

## الحرب العالمية الأولى

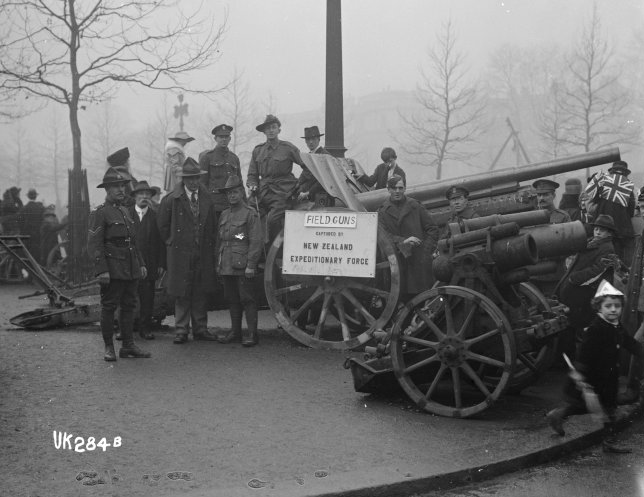
مدافع ميدانية استولى عليها النيوزيلنديون في الحرب العالمية الأولى معروضة في لندن عام 1918

عندما بدأ تطور المدفعية واستمر، أصبحت كل أنواع المدفعية بأي حجم يمكن حملها إلى ميدان المعركة كل بحسب سرعته، مع قليل من الاستثناءات، حتى أن أكبر مدافع الحصار أصبح من الممكن اصطحابها على وجهتها باستخدام السكة الحديدة أو الطرق لكن لم يجعلها هذا تصبح من مدفعية الميدان حرة الحركة .
و اتجه التطوير بعد ذلك إلى الأسلحة الأصغر بزيادة التحركية والتنقلية للأسلحة المعناة، في العقيدة البريطانية العسكرية كان أي مدفع عياره 4.5إنش تقريبا هو مدفع ميدان، فكان أكبر مدفع ميدان هو ذو عيار 5.5 إنش بمدى 1600 ياردة .